# Danh sách phối ngẫu nước Liên hiệp Anh

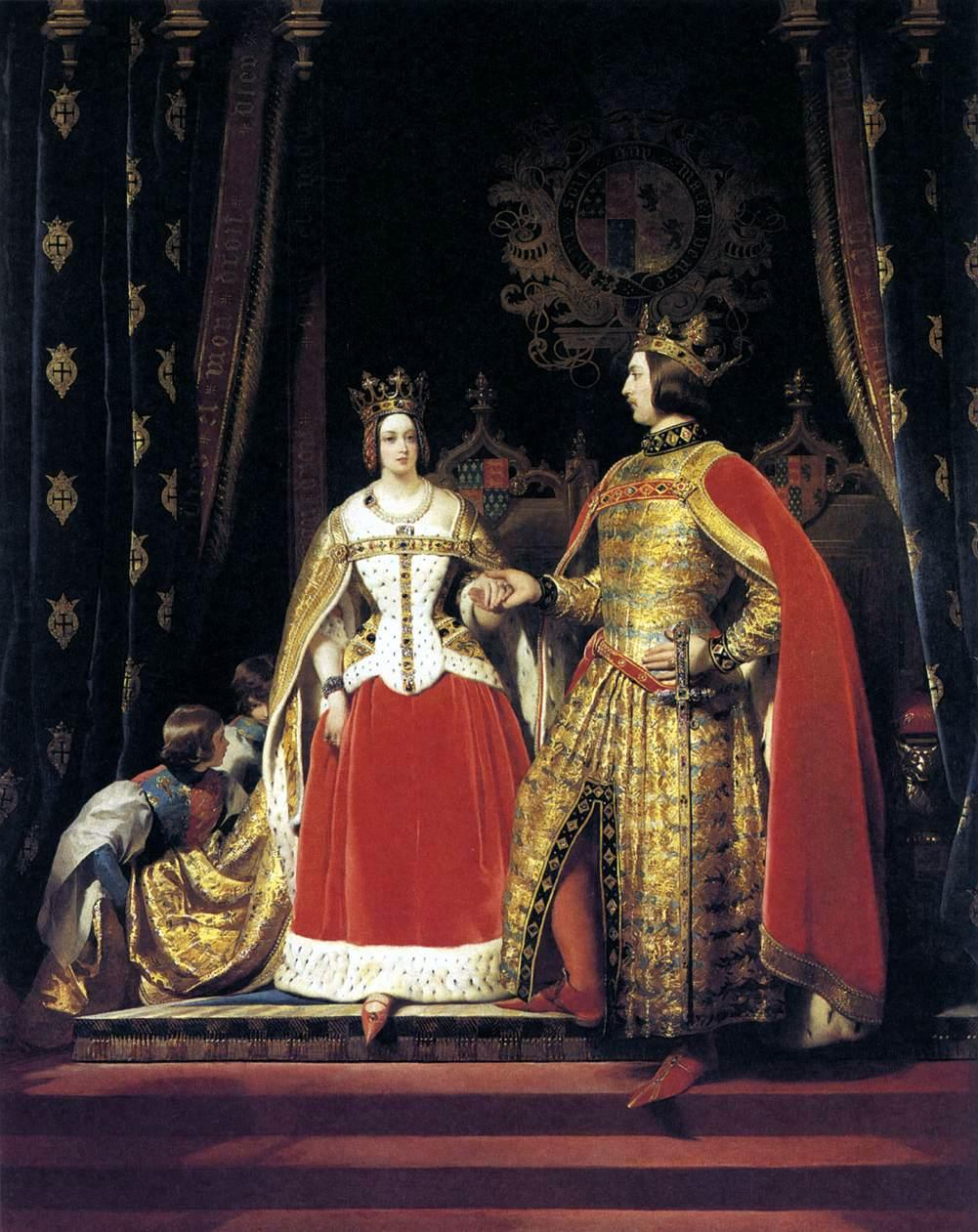
Victoria của Anh cùng chồng là Albrecht xứ Sachsen-Coburg và Gotha.

Dưới đây là danh sách các hôn phối của Quốc vương và Nữ vương cai trị nước Anh từ năm 1707 trở đi.
Sở dĩ có sự phân biệt trước và sau năm 1707 như vậy là vì trước năm 1707, Vương quốc Anh và Vương quốc Scotland vẫn chưa được sáp nhập vào nhau mà tồn tại độc lập và không phụ thuộc vào nhau nhưng cho đến và sau năm 1707, khi Anh và Scotland được sáp nhập hoàn toàn vào nhau theo Đạo luật Liên hiệp năm 1707 và thành lập nên Vương quốc Đại Anh. Và từ năm 1801, Vương quốc này lại đổi tên thành Vương quốc Liên hiệp Anh và Bắc Ireland.

## Lịch sử
Kể từ khi Scotland sáp nhập vào Anh năm 1707, vương triều Anh đến nay đã có tất cả mười vị phối ngẫu. Các Vương hậu giai đoạn từ năm 1727 đến 1814 còn kiêm luôn vị trí [Tuyển hầu phu nhân xứ Hannover] vì các Quốc vương còn giữ vị trí [Tuyển hầu xứ Hannover]. Giai đoạn từ năm 1814 đến 1837, các Vương hậu giữ tước vị [Vương hậu Hannover] vì chồng họ là Quốc vương Hannover. Mối liên hiệp này chấm dứt vào năm 1837 sau khi Victoria của Anh kế vị, bởi lẽ đạo luật Bán Salic của Hannover không cho phép nữ giới kế thừa tước vị nếu còn bất kỳ hậu duệ nam nào còn sống (theo luật kế vị Anh, các hậu duệ nam được vượt trên chị mình trong hàng kế vị, cho tới khi Đạo luật kế vị ngai vàng 2013 chấm dứt quyền ưu tiên hậu duệ nam).

## Ngoại lệ
Không phải người vợ nào của Quốc vương cũng có thể nhận địa vị phù hợp cho vị trí phối ngẫu, trong số đó có thể đã mất, đã ly dị, hôn nhân giữa họ bị tuyên bố vô hiệu hoặc kết hôn sau khi thoái vị. Một số trường hợp điển hình như sau:
- Sophie Dorothea xứ Celle kết hôn với George I vào ngày 22 tháng 11 năm 1682, ly hôn ngày 28 tháng 12 năm 1694, qua đời ngày 13 tháng 11 năm 1726.
- Maria Anne Fitzherbert, kết hôn với George IV (lúc này là Thân vương xứ Wales) vào năm 1785, cuộc hôn nhân bị tuyên bố vô hiệu, Maria qua đời vào năm 1837.
- Wallis Warfield Simpson kết hôn với Edward VIII (sau khi thoái vị, trở thành Công tước xứ Windsor) vào ngày 3 tháng 6 năm 1937, do vậy không được xem là phối ngẫu của Quốc vương, qua đời ngày 24 tháng 4 năm 1986.

Một trường hợp hi hữu là Caroline xứ Braunschweig-Wolfenbüttel, bà ly thân với George IV trước khi ông kế vị vào năm 1820. Mặc dù theo luật bà vẫn là phối ngẫu của George IV, nhưng bà không có bất kỳ vị trí nào trong triều đình và thậm chí bị cấm xuất hiện tại lễ đăng quang của ông.
Khi Charles, Thân vương xứ Wales kế vị ngai vàng, người vợ thứ hai của ông, Camilla, Công tước phu nhân xứ Cornwall, theo đó sẽ trở thành Vương hậu với tư cách vợ chính thức của tân vương trừ khi có chỉ dụ khác được thông qua. Dù vậy, triều đình đã ra thông cáo rằng bà sẽ nhận tước vị [Princess Consort; Vương phi] sau khi Thân vương xứ Wales kế vị, dù mọi thông tin liên quan đến tước vị này đã bị xóa khỏi các website của Điện Buckingham và dinh thự Clarence (nơi ở chính thức của Thân vương xứ Wales) vào mùa hè năm 2018.
Các phối ngẫu là nữ theo lệ đều được tấn phong làm Vương hậu [Queen Consort]. Ngược lại, có tất cả ba vị phối ngẫu là nam từ năm 1707, không một ai được phong tước vị [King Consort]:
- Jørgen của Đan Mạch, chồng của Nữ vương Anne thậm chí còn không được phong làm [Prince Consort], nhưng được phong tước vị Công tước xứ Cumberland vào năm 1689, vài năm trước khi vợ ông lên ngôi vào năm 1702.
- Albretch xứ Sachsen-Coburg và Gotha, chồng của Victoria của Anh, không giữ tước vị quý tộc nhưng được phong làm [Prince Consort] vào năm 1857, là phối ngẫu nam duy nhất của Anh giữ một tước vị chính thức dành cho phối ngẫu. Ban đầu ông được cân nhắc giữ tước vị [King Consort] nhưng vướng phải sự phản đối từ Nghị viện.
- Philippos của Hy Lạp và Đan Mạch, chồng của Nữ vương Elizabeth II, được phong tước vị Công tước xứ Edinburgh năm 1947, và được phong làm [Prince of the United Kingdom] vào năm 1957. Ông chưa từng được phong làm [Prince Consort].

Kể từ năm 1707, chỉ có George I và Edward VIII không kết hôn trong thời gian trị vì của mình.

## Phối ngẫu của quân chủ Đại Anh (1707–1801) và Liên hiệp Anh (1801–nay)

### Vương tộc Stuart
| Chân dung | Huy hiệu | Hôn phối            | Cha – Mẹ                                                                          | Sinh – Mất                                          | Kết hôn             | Tại vị                                    | Đăng quang | Quân chủ |
| --------- | -------- | ------------------- | --------------------------------------------------------------------------------- | --------------------------------------------------- | ------------------- | ----------------------------------------- | ---------- | -------- |
|           |          | Jørgen của Đan Mạch | Cha, Frederick III của Đan Mạch Mẹ, Vương hậu Sophie Amalie của Đan Mạch và Na Uy | 2 tháng 4 năm 1653 – 28 tháng 10 năm 1708 (55 tuổi) | 26 tháng 6 năm 1683 | 1 tháng 5 năm 1707 – 28 tháng 10 năm 1708 | "Không có" | Anne I   |

### Vương tộc Hannover
| Chân dung | Huy hiệu | Hôn phối                              | Cha – Mẹ                                                                                         | Sinh – Mất                                           | Kết hôn             | Tại vị                                     | Đăng quang           | Quân chủ         |
| --------- | -------- | ------------------------------------- | ------------------------------------------------------------------------------------------------ | ---------------------------------------------------- | ------------------- | ------------------------------------------ | -------------------- | ---------------- |
|           |          | Caroline xứ Ansbach                   | Cha, Johnann Friedrich, Bá tước xứ Brandenburg-Ansbach Mẹ, Eleonore Erdmuthe xứ Saxe-Eisenach    | 1 tháng 3 năm 1683 – 20 tháng 11 năm 1737 (54 tuổi)  | 22 tháng 8 năm 1705 | 11 tháng 6 năm 1727 – 20 tháng 11 năm 1737 | 11 tháng 10 năm 1727 | George II        |
|           |          | Charlotte xứ Mecklenburg-Strelitz     | Cha, Công tước Charles Louis Frederick xứ Saxe-Hildburghausen Mẹ, Công nương Elisabeth Albertine | 19 tháng 5 năm 1744 – 17 tháng 11 năm 1818 (74 tuổi) | 19 tháng 5 năm 1744 | 8 tháng 9 năm 1761 – 17 tháng 11 năm 1818  | 22 tháng 9 năm 1761  | George III       |
|           |          | Caroline xứ Braunschweig-Wolfenbüttel | Cha, Charles William Ferdinand, Công tước xứ Brunswick-Wolfenbüttel Mẹ, Augusta của Đại Anh      | 17 tháng 5 năm 1768 - 7 tháng 8 năm 1821 (53 tuổi)   | 8 tháng 4 năm 1795  | 29 tháng 1, 1820 - 7 tháng 8 năm 1821      | "Không có"           | George IV        |
|           |          | Adelheid xứ Sachsen-Meiningen         | Cha, George I, Công tước xứ Saxe-Meiningen Mẹ, Công chúa Louise Eleanore xứ Hohenlohe-Langenburg | 13 tháng 8 năm 1792 - 2 tháng 12 năm 1849 (56 tuổi)  | 13 tháng 7 năm 1818 | 26 tháng 6 năm 1830 - 20 tháng 6 năm 1837  | 8 tháng 9 năm 1831   | William IV       |
|           |          | Albretch xứ Sachsen-Coburg và Gotha   | Cha, Công tước Ernst I xứ Sachsen-Coburg và Gotha Mẹ, Louise xứ Saxe-Gotha-Altenburg             | 26 tháng 8 năm 1819 – 14 tháng 12 năm 1861 (42 tuổi) | 26 tháng 8 năm 1819 | 10 tháng 2 năm 1840 – 14 tháng 12 năm 1861 | "Không có"           | Victoria của Anh |

### Vương tộc Saxe-Coburg và Gotha, sau là Vương tộc Windsor
Năm 1901, Edward VII lên nối ngôi trở thành vua Anh sau cái chết của mẹ ông là Nữ vương Victoria. Vì là con cháu thuộc dòng dõi Vương tộc Saxe-Coburg và Gotha chính thống, nên ông lấy tên nhà là Saxe-Coburg và Gotha. Nhưng sau này, vào triều đại của con trai ông George V, toàn thể nước Anh nổ ra phong trào chống Đức, buộc George V phải đổi tên nhà thành Vương tộc Windsor, vì thông qua cuộc hôn nhân của Victoria của Anh với Công tử Albert, toàn bộ hậu duệ của bà đều mang dòng máu Đức, ngay cả Quốc vương Charles III hiện tại cũng vậy.
| Chân dung | Huy hiệu | Hôn phối                               | Cha – Mẹ                                                                                     | Sinh – Mất                                           | Kết hôn              | Tại vị                                    | Đăng quang           | Quân chủ     |
| --------- | -------- | -------------------------------------- | -------------------------------------------------------------------------------------------- | ---------------------------------------------------- | -------------------- | ----------------------------------------- | -------------------- | ------------ |
|           |          | Alexandra của Đan Mạch                 | Cha, Quốc Vương Christian IX của Đan Mạch Mẹ, Vương hậu Louise của Đan Mạch                  | 1 tháng 12 năm 1844 – 20 tháng 11 năm 1925 (80 tuổi) | 10 tháng 3 năm 1863  | 22 tháng 1 năm 1901 – 6 tháng 5 năm 1910  | 9 tháng 8 năm 1902   | Edward VII   |
|           |          | Mary xứ Teck                           | Cha, Công tước Francis xứ Teck Mẹ, Vương tôn nữ Mary Adelaide xứ Cambridge                   | 26 tháng 5 năm 1867 – 24 tháng 3 năm 1953 (85 tuổi)  | 6 tháng 7 năm 1893   | 6 tháng 5 năm 1910 – 20 tháng 1 năm 1936  | 22 tháng 6 năm 1911  | George V     |
|           |          | Elizabeth Angela Marguerite Bowes-Lyon | Cha, Bá tước thứ 14 của xứ Strathmore và Kinghorne, Claude Bowes-Lyon Mẹ, Cecilia Bowes-Lyon | 4 tháng 8 năm 1900 – 30 tháng 3 năm 2002 (101 tuổi)  | 26 tháng 4 năm 1923  | 11 tháng 12 năm 1936 – 6 tháng 2 năm 1952 | 12 tháng 5 năm 1937  | George VI    |
|           |          | Philippos của Hy Lạp và Đan Mạch       | Cha,Andreas của Hy Lạp và Đan Mạch Mẹ, Alice xứ Battenberg                                   | 10 tháng 6 năm 1921 – 9 tháng 4 năm 2021 (99 tuổi)   | 20 tháng 11 năm 1947 | 6 tháng 2 năm 1952 – 9 tháng 4 năm 2021   | "Không có"           | Elizabeth II |
|           |          | Camilla Rosemary Shand                 | Cha, Thiếu tá Bruce Shand Mẹ, Rosalind Cubitt Danh dự                                        | 17 tháng 7 năm 1947 - nay (75 tuổi)                  | 9 tháng 4 năm 2005   | 8 tháng 9 năm 2022 - nay                  | "6 tháng 5 năm 2023" | Charles III  |